# Danijel Plahutar
Danijel Plahutar (* 4. August 1981 in Zagreb, Jugoslawien) ist ein kroatischer Eishockeyspieler, der seit 2009 beim KHL Mladost Zagreb unter Vertrag steht und mit dem Klub seit 2017 in der International Hockey League spielt.

## Karriere
Danijel Plahutar begann seine Karriere als Eishockeyspieler in seiner Heimatstadt beim KHL Zagreb, für den er überwiegend in der kroatischen Liga spielte. In der Spielzeit 2005/06 trat er mit seinem Klub zudem auch in der slowenischen Liga an. 2009 wechselte er zum KHL Mladost Zagreb, für den er 2009/10 in der Slohokej Liga auf dem Eis stand, und bei dem er mit Ausnahme der Spielzeit 2011/12, als er pausierte, lange in der kroatischen Liga spielte. Seit 2017 tritt er mit der Mannschaft in der International Hockey League an.

### International
Für Kroatien nahm Plahutar im Juniorenbereich an der U18-C-Europameisterschaft 1998 und der Europa-Division I der U18-Weltmeisterschaft 1999 sowie der U20-D-Weltmeisterschaft 2000 und der U20-Weltmeisterschaft der Division II 2001 teil. Im Seniorenbereich stand er im Aufgebot seines Landes bei der C-Weltmeisterschaft 2000 und nach Umstellung auf das heutige Divisionensystem bei den Weltmeisterschaften der Division I 2001, 2002, 2003 und 2006 sowie bei den Weltmeisterschaften der Division II 2004, 2005, 2007 und 2011. Des Weiteren spielte er für Kroatien bei der Qualifikation zu den Olympischen Winterspielen in Turin 2006.

## Erfolge und Auszeichnungen
- 2000 Aufstieg in die Division II bei der U20-D-Weltmeisterschaft
- 2000 Aufstieg in die Division I bei der C-Weltmeisterschaft
- 2005 Aufstieg in die Division I bei der Weltmeisterschaft der Division II, Gruppe A
- 2007 Aufstieg in die Division I bei der Weltmeisterschaft der Division II, Gruppe A

## Slohokej-Statistik
(Stand: Ende der Saison 2009/10)